# Свакидашња јадиковка
Свакидашња јадиковка је једна од најзначајнијих песама хрватског писца Тина Ујевића, који је, између осталог, пред Први светски рат деловао у Београду и своје прве две збирке (Лелек себра и Колајна) ту објавио екавским наречјем.